# Isiro
Isiro (anteriormente Paulis) é a capital e maior cidade da província de Alto Uele, na República Democrática do Congo. Situa-se entre a floresta equatorial e savanas e seu principal recurso é o café. Segundo estimativas para 2010, a cidade possui 174.551 habitantes.
A história da cidade de Isiro ficou marcada pela chamada operação Dragon Noir (Dragão Negro) contra a Rebelião Simba.